# August Dötz
August Dötz (23. května 1844 Döllersheim – 5. července 1912 Allentsteig) byl rakouský politik německé národnosti z Dolních Rakous, na přelomu 19. a 20. století poslanec Říšské rady.

## Biografie
Byl majitelem nemovitostí v Allentsteigu. Od roku 1874 působil jako starosta Allentsteigu.
Byl politicky činný. Zasedal jako poslanec Dolnorakouského zemského sněmu. Zvolen sem byl v roce 1884 jako všeněmecký kandidát a stoupenec Georga von Schönerera za kurii venkovských obcí, obvod Zwettl. Mandát obhájil v zemských volbách roku 1890. Na sněmu zasedal do října 1896. V následných volbách roku 1896 ho porazil Alois Hofbauer . Brzy poté ale uspěl v doplňovacích volbách počátkem roku 1897 poté, co zemřel zemský poslanec Heinrich Fürnkranz, a od února 1897 opětovně zasedal v zemském sněmu, nyní za kurii venkovských obcí, obvod Krems, Gföhl, Langenlois, Mautern. I nyní zastupoval stranu Georga von Schönerera. V zemských volbách roku 1902 ho porazil Leopold Daschl.
Byl i poslancem Říšské rady (celostátního parlamentu Předlitavska), kam usedl ve volbách roku 1891 za kurii venkovských obcí v Dolních Rakousích, obvod Zwettl, Dobersberg atd. Do parlamentu se vrátil ve volbách roku 1901, nyní za všeobecnou kurii, obvod Krems, Horn, Zwettl, Waidhofen a. d. Thaya atd. Ve volebním období 1891–1897 se uvádí jako August Dötz, majitel nemovitostí, bytem Allentsteig.
V roce 1891 se na Říšské radě uvádí jako antisemitský poslanec. Po volbách roku 1901 je řazen mezi Německo radikální kandidáty.
Zemřel v červenci 1912.